# Tour Sequana
La tour Sequana, anciennement dénommée tour Mozart, est une tour située à Issy-les-Moulineaux, dans le quartier d'affaires du Val de Seine, à proximité immédiate de Paris.
Haute de 100 mètres, elle peut accueillir 2 720 personnes. Elle fut construite par Arquitectonica avec le bureau d'études Arup Sustainable Design, puis inaugurée le 14 septembre 2010.

## Desserte
Le site est desservi par la ligne 8 du métro de Paris (station Balard), par la ligne C du RER (gare d'Issy - Val de Seine), ainsi que par la ligne 2 du tramway d'Île-de-France (station Henri Farman). La tour est accessible par la rue Joseph-Bara et la rue Henry-Farman.

## Présentation
La tour Sequana fait partie d'un ensemble de trois bâtiments, qui sont construits à l'emplacement de l'ancienne Tour EDF de 87 mètres, détruite en 2007, qui datait de 1960, comprenait 19 étages et était amiantée. Ces bâtiments avaient vocation à accueillir le siège social de Bouygues Telecom.
Située dans le quartier Seine Ouest, à proximité de l'héliport de Paris, la livraison de la tour Mozart marque l'achèvement de la requalification urbaine des quartiers nord d'Issy-les-Moulineaux marquée par la volonté de créer un quartier d’affaires HQE avec plus de 160 000 m2 de bureaux en plusieurs projets, dont notamment le projet EOS pour Microsoft et le futur siège social de Bouygues Immobilier.
L'ensemble est constitué de la tour Sequana, haute de 100 mètres pour 23 étages, et de deux bâtiments de huit étages chacun.
Le promoteur du projet est Bouygues Immobilier, qui a vendu la tour en 2007 à la société d'investissement Les Docks Lyonnais pour un montant de 484 millions d'euros.
Au rez-de-chaussée se trouve l'auditorium et la boutique Bouygues Télécom, le premier étage accueille des salles de réunions accessibles aux visiteurs extérieurs et une cafétéria de 100 places prend place au deuxième, avec une terrasse et des boutiques. On trouve une petite terrasse au 23e étage.
AccorHotels devient en 2015 le nouveau locataire de la tour Sequana, les équipes de l'opérateur télécom ayant en effet abandonné ce site pour rejoindre le Technopôle Bouygues Télécom situé à Meudon la Forêt, à la suite du vaste plan d'économies entamé en 2014 par la filiale du groupe Bouygues qui a dû se séparer de près de 1 400 salariés et réaliser une économie de 300 millions d'euros par an.

## Une tour écologique
La tour, construite par Bouygues Construction, est certifiée HQE en décomptant cinq cibles HQE atteintes avec le niveau « très performant », et six cibles HQE atteintes avec le niveau « performant ».
L'ensemble des équipements doit permettre à la tour une économie de 50 % par rapport à la consommation d'énergie des bureaux traditionnels, soit des émissions de CO2 de 12 kg/m2 par an.
En 2007, Bouygues Immobilier remporte le Grand Prix Eco Building Performance catégorie « Bâtiment de Très Grande Hauteur », récompensant la qualité énergétique et environnementale de sa tour. La Tour Sequana était en compétition avec quatre autres projets internationaux. Les moyens mis en œuvre pour atteindre le label HQE concernent divers aspects du bâtiment.

### Façades
La moitié de la surface totale de la tour Sequana est vitrée. Une double peau ventilée au nord et au sud, un double vitrage de dernière génération et un système d'ombrage entre les deux enveloppes permettent d'importantes économies d'énergie en minimisant les besoins en chauffage et en climatisation.

### Éclairage
Les vitrages, d'un facteur solaire inférieur à 25 % et d'une transmission lumineuse de 50 % minimum, sont également équipés de stores automatiques, l'asservissement de l'éclairage des plateaux en fonction de la luminosité ambiante. L'illumination de la tour est assurée par des LED.

### Ventilation
La tour comporte une ventilation en double flux, avec contrôle de l’air froid entrant et asservissement de la ventilation à l’occupation des lieux par un système de détection de CO2. Il existe également un système de phytorestauration (filtres végétaux) pour l'extraction d'air de la cuisine.

### Température
Le pilotage de la climatisation est réalisé par un système informatique (GTB). La température est également régulée par l'utilisation des éléments naturels comme le vent ou le soleil. Le chauffage à la vapeur est produit à partir de l'usine de traitement de déchets adjacente Isséane.

### Énergie
La tour compte une surface totale de 450 m2 de panneaux photovoltaïques. L'énergie résultant de l'utilisation du déplacement des ascenseurs est utilisée pour produire de l’électricité. Un stockage de glace la nuit est également présent.

### Eau
Les économies hydriques sont assurées par la récupération des eaux de pluie pour l’arrosage des espaces verts et les toilettes, et par un toit vert avec un aménagement paysager pour le refroidissement et la rétention d’eau.

## Galerie

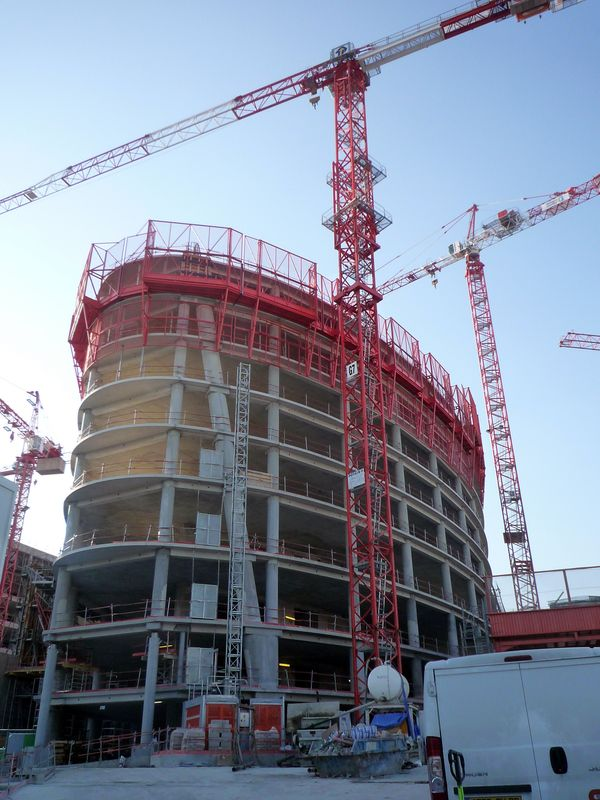
Tour Mozart en 2008
Vue depuis l’héliport de Paris
Entrée de la tour

## Pour approfondir